# Blancafort
|  | Per a altres significats, vegeu «Blancafort (desambiguació)». |

Blancafort és un municipi de la comarca de la Conca de Barberà. El poble es troba a la part central de la Conca de Barberà, a 428 metres d'altitud, al vessant meridional de la serra del Tallat. El seu terme és força accidentat, i està drenat per nombrosos torrents que discorren en direcció nord-sud. Pertany al que es denomina la Conca estricta, i el principal conreu n'és la vinya.

## Geografia
- Llista de topònims de Blancafort (Orografia: muntanyes, serres, collades, indrets..; hidrografia: rius, fonts...; edificis: cases, masies, esglésies, etc).

## Història
Documentat des del 1207, va ser format a la segona meitat del segle xii a redós del seu castell, que va formar part del Ducat de Montblanc (ss. XIV-XVIII), i del qual tan sols en resta el topònim del tossalet on estava situat.
Al segle xviii pagaven delmes a la mitra, a la vila de Montblanc, al seu castlà i al monestir de Vallbona de les Monges. La major part de les seves cases foren bastides a la fi del segle xviii i al principi del XIX; es destaca per la seva magnificència i construcció la Casa Minguella, coneguda popularment per Cal Cavaller (segle xvii), on apareix, a la seva façana, l'escut nobiliari de la família.

## Demografia
El seu procés demogràfic denota que fou un poble important durant l'edat mitjana, amb uns 400 habitants; després de les epidèmies que assolaren Europa al segle xv, la població es va reduir a la meitat. Seguint la incidència econòmica de la vinya, durant el segle xviii tingué un important creixement que culminà l'any 1860 amb 1.291 habitants, el seu màxim històric.
| 1497 f | 1515 f | 1553 f | 1717 | 1787 | 1857  | 1877  | 1887  | 1900  | 1910  |
| ------ | ------ | ------ | ---- | ---- | ----- | ----- | ----- | ----- | ----- |
| 54     | 53     | 50     | 313  | 972  | 1.248 | 1.209 | 1.156 | 1.162 | 1.141 |

| 1920  | 1930  | 1940 | 1950 | 1960 | 1970 | 1981 | 1990 | 1992 | 1994 |
| ----- | ----- | ---- | ---- | ---- | ---- | ---- | ---- | ---- | ---- |
| 1.158 | 1.012 | 875  | 861  | 758  | 534  | 433  | 429  | 396  | 396  |

| 1996 | 1998 | 2000 | 2002 | 2004 | 2006 | 2008 | 2010 | 2012 | 2014 |
| ---- | ---- | ---- | ---- | ---- | ---- | ---- | ---- | ---- | ---- |
| 395  | 390  | 379  | 407  | 409  | 414  | 428  | 433  | 418  | 413  |

| 2016 | 2018 | 2020 | 2022 | 2024 | 2026 | 2028 | 2030 | 2032 | 2034 |
| ---- | ---- | ---- | ---- | ---- | ---- | ---- | ---- | ---- | ---- |
| 393  | 379  | 382  | 394  | 393  | -    | -    | -    | -    | -    |

## Eleccions municipals
Nombre de regidors per partit
| ERC                                                   | -  | -  | - | - | - | - | 7 | 7 | 7 | 7 | 7 | 7 |
| UNIC                                                  | -  | -  | - | 7 | 7 | 6 | - | - | - | - | - | - |
| CiU                                                   | -  | -  | 7 | - | - | 1 | - | - | - | - | - | - |
| Altres                                                | 7a | 7b | - | - | - | - | - | - | - | - | - | - |
| Total                                                 | 7  | 7  | 7 | 7 | 7 | 7 | 7 | 7 | 7 | 7 | 7 | 7 |
| a Per un Blancafort Nou; b Unió de Progrés Municipal; |    |    |   |   |   |   |   |   |   |   |   |   |

## Economia
Avui dia, l'economia pròpia és bàsicament agrícola i ramadera. Tanmateix, el jovent va, majoritàriament, a treballar a la indústria de Montblanc.

## Cultura i festes
La festa major s'escau el darrer diumenge d'agost. Una setmana abans d'aquesta festa se celebra la Setmana de la Joventut, i el 22 de juliol es fa la festa major petita de Santa Magdalena.
Ha estat molt tradicional la devoció dels seus habitants al santuari de la Mare de Déu del Tallat (Vallbona de les Monges). Celebrava romiatge al santuari per Pasqua Florida, juntament amb Forès i Solivella.